# الأحجار المقطوعة
يمكن تدوير البلورات وصقلها بصورة طبيعية مثل حصاة الزمرد تلك التي تكورت نتيجة لوجود التيارات المائية.
تبدأ جميع الأحجار الكريمة -مثل الزمرد- حياتها في صورة بللورات مندمجة مع أحجار أخرى تسمى الأحجار المضيفة, وهو ما يتعارف عليه باسم (قالب), ويسمى الحجر عندئذ حجرا خاما وهناك بعض الأحجار الكريمة التي تتمتع بقدر كبير من الجمال لذا فإنها تعرض كما هي بينما يتم صقل أوجه الأحجار ونحتها لزيادة ما تتمتع به من جمال.